# Drwinia
Drwinia est une localité polonaise, siège de la gmina de Drwinia, située dans le powiat de Bochnia en voïvodie de Petite-Pologne.